# Scutosaurus
Scutosaurus là một chi động vật bò sát phân lớp Không cung (Anapsida) sống vào thời kỳ kỷ Permi. Nó là một thành viên điển hình của họ Pareiasauridae.
Chúng sinh sống vào khoảng 265 trận54 triệu năm trước ở Nga, vào thời kỳ Permi sau này.  Tên chi của nó đề cập đến các tấm áo giáp lớn nằm rải rác trên cơ thể của nó.  Đó là một loài bò sát anapsidae lớn, không giống như hầu hết các loài bò sát khác, giữ hai chân bên dưới cơ thể để hỗ trợ trọng lượng lớn của nó. Hóa thạch đã được tìm thấy trong Khu tập hợp Sokolki của hệ tầng Malokinelskaya ở Nga châu Âu, gần dãy núi Ural.